# Рей Лампп
Рей Лампп (англ. Ray Lumpp, 11 липня 1923 — 16 січня 2015) — американський баскетболіст.
Олімпійський чемпіон 1948 року.